# Gian Carlo Sangalli
Gian Carlo Sangalli (Arezzo, 1º settembre 1952) è un politico italiano.

## Biografia
Gian Carlo Sangalli nasce ad Arezzo nel 1952 da una famiglia di commercianti bresciani trasferitisi a Bologna, dove Sangalli completa gli studi e lavora nelle attività di famiglia nel centro storico, prima di dedicarsi all'impegno in CNA, di cui, nel 1981, diventa prima vice e poi responsabile della sede di Borgo Panigale.
Nel 1989, dopo aver diretto il Dipartimento economico, viene eletto segretario provinciale di CNA Bologna.
Nel 1994 anni diventa segretario nazionale della CNA, incarico ricoperto fino al 2008.
È stato tra i protagonisti della nascita dell'Unione europea della piccola e media impresa (UEAPME) promuovendo la fusione tra diverse organizzazioni europee,, di cui è stato membro dell'executive board e vicepresidente.
Nel 1998 è stato eletto presidente della Camera di Commercio di Bologna, carica confermata nel 2003 e nel 2008.
È stato presidente dell'Aeroporto Guglielmo Marconi di Bologna.
Dal 2003 al 2007 è stato, contestualmente agli altri incarichi, presidente dell'Istituto Guglielmo Tagliacarne, istituto promosso da Unioncamere per la promozione della cultura economica, la  cultura d'impresa e la formazione del management del sistema camerale.
Nel 2007 viene eletto all'unanimità presidente di Infocamere S.p.A., la società di informatica del sistema nazionale delle Camere di Commercio e che lancia la prima firma elettronica e digitale.
Negli anni è stato componente di numerosi consigli di amministrazione, tra cui RoloBanca 1473, Banca di Bologna, Unicredit Private Bank e Unipol S.p.A.
In seguito alla candidatura alle elezioni politiche del 2008, si dimette da tutti gli incarichi ricoperti.

## Attività politica
Nel 2008 viene eletto al Senato della Repubblica, nelle liste del Partito Democratico nella circoscrizione Emilia-Romagna. Nella legislatura, è membro della 10ª Commissione permanente (Industria, commercio, turismo) ed è stato membro della Direzione Nazionale del Partito Democratico.
Alle elezioni politiche del 2013 viene rieletto senatore e viene nominato vicepresidente della 5ª Commissione Bilancio del Senato.
Dopo le dimissioni del presidente della Commissione Antonio Azzollini, ne fa le veci interim dall'8 luglio 2015 al 22 ottobre 2015, giorno dell'elezione del nuovo presidente Giorgio Tonini.
Sangalli entra a far parte della Commissione Affari Esteri del Senato come capogruppo per il Partito Democratico e in tale veste partecipa a numerose missioni internazionali e, nel 2017, è componente della delegazione italiana all'Assemblea delle Nazioni Unite a New York.
Dal 2017 a fine mandato è componente della Commissione Bicamerale di indagine sul sistema bancario italiano.